# 恋愛百景
『恋愛百景』（れんあいひゃっけい）は、テレビ朝日で2006年10月16日より2009年9月28日まで放送された、美少女クラブ31が主演するドラマ風の情報番組である。ステレオ放送・ハイビジョン制作番組（アナログ放送は14:9で放送）。

## 概要
この番組は、同じ美少女クラブ31がMCを務めた『GIRLS A GOGO!』の後継番組として、時間帯を変えてスタートしたもので、美少女クラブ31の中から決められたメンバーが毎回1名または数名で、実際に観光地や特定のスポットなどを週ごとのテーマに沿ってデートするというもの。当初はデートの相手を一般公募していたが、第54話で俳優の金子昇が男性芸能人として初登場して以降は、若手俳優やゲストが相手役を務め、その後は番組デートプランの公募が行われた。
『GIRLS A GOGO!』（MCは2003年10月から）から6年間にわたりMCを続けてきた美少女クラブ31が2009年9月をもって番組を降板することが発表された。
テレビ朝日の深夜番組枠改編に伴い、2009年9月28日-全144話-で番組が終了した。
地上波での放送が各地とも終了した後、CSのテレ朝チャンネルで再放送が行われた。

## 出演者
番組開始時のレギュラー出演者
- 福田沙紀
- 高部あい
- 渋谷飛鳥
- 森田彩華
- 原幹恵
- 柏木貴代
- 酒井瑛里
- 清水由紀

中途からのレギュラー
- 中村静香 - レギュラー9人体制となる
- 内藤理沙 - 柏木貴代に代わりレギュラー
- 林丹丹[3] - レギュラー10人体制となり、番組終了まで継続

ナレーター
- 島岡安芸和 第1話 - 第9話まで
- 大場真人 第10話 - 最終話まで

## エンディングテーマ
- やなわらばー「夢をみた」
- 樹海「こもりうた」（SISTUS RECORDS）
- YOKO「闘りゃんせ」（ワーナーミュージック・ジャパン）　第72話 - 第83話まで
- ジルデコイ・アソシエーション「SUMMER MAGIC」（ポニーキャニオン） 第84話 - 第96話まで
- 小柳ゆき「we can go anywhere」（ユニバーサルミュージック） 第97話 - 第107話まで
- COLOR「Stay on」（rhythm zone） 第108話 - 第120話まで
- 上戸彩「もう一度だけ」（ポニーキャニオン）第121話 - 第133話まで
- 福田沙紀 「リーク」 - シングル「明日への光」のカップリング曲　（EMIミュージック・ジャパン）第134話 - 最終話

## 放送地域・局と放送時間
| 放送対象地域 | 放送局                     | 放送曜日及び放送時間 | 放送日の遅れ・終了日     |
| ------------ | -------------------------- | --- | ------------------------ |
| 関東広域圏   | テレビ朝日（EX）【製作局】 | 月曜 25時21分 - 25時51分 | 2009年（以下同）9月28日  |
| 中京広域圏   | メ〜テレ（NBN）            | 月曜 26時50分 - 27時20分 | 2009年（以下同）9月28日  |
| 近畿広域圏   | 朝日放送（ABC）            | 月曜 25時56分 - 26時26分 | 7日遅れ・10月5日         |
| 福岡県       | 九州朝日放送（KBC）        | 水曜 26時15分 - 26時45分 | 9日遅れ・9月30日         |
| 大分県       | 大分朝日放送（OAB）        | 木曜 15時54分 - 16時24分 | 10日遅れ・10月1日        |
| 秋田県       | 秋田朝日放送（AAB）        | 火曜 25時15分 - 25時45分 | 15日遅れ・9月29日        |
| 山形県       | 山形テレビ（YTS）          | 金曜 25時55分 - 26時25分 | 18日遅れ・10月2日        |
| 北海道       | 北海道テレビ（HTB）        | 木曜 25時40分 - 26時10分 | 24日遅れ・10月1日        |
| 岩手県       | 岩手朝日テレビ（IAT）      | 日曜 25時10分 - 25時40分 | 69日遅れ・12月6日        |
| 沖縄県       | 琉球朝日放送（QAB）        | 月曜 25時15分 - 25時45分 | 56日遅れ・12月21日       |
| 石川県       | 北陸朝日放送（HAB）        | 金曜 25時20分 - 25時50分 | 179日遅れ・2010年3月19日 |
| 日本全域     | テレ朝チャンネル           | 日曜 25時30分 - 26時00分 火曜 20時30分 - 21時00分 水曜 26時20分 - 26時50分 木曜 23時30分 - 24時00分 金曜 23時00分 - 23時30分 土曜 4時30分 - 5時00分 | ランダム放送・2010年9月  |

- 過去には福島放送（KFB）、瀬戸内海放送(KSB)、愛媛朝日テレビ(eat)、山口朝日放送（yab）、熊本朝日放送（KAB）でも放送されていた。

## 主なスタッフ
- 企画：古賀誠一（オスカープロモーション）
- ナレーター：大場真人
- オブザーバー：藤川克平（テレビ朝日）
- 脚本：塩沢航、松本えり子
- リサーチ：ちだい
- 編成：金澤美保（テレビ朝日）
- ディレクター：熊谷昌一、ヤギトモヒロ
- 演出：倉沢尚宏
- プロデューサー：山本隆司（テレビ朝日、以前は、チーフプロデューサー）、吉田力（オスカープロモーション）、斉藤充（JCTV）
- ゼネラルプロデューサー：山下浩司（テレビ朝日）
- 企画協力：オスカープロモーション
- 制作協力：JCTV
- 制作著作：テレビ朝日

### 過去のスタッフ
- プロデューサー：馬越崇史、本井健吾、大江達樹、高橋正輝（テレビ朝日）

## 放送データ
※放送日はテレビ朝日基準。サブタイトルは放送された本編内のものに準拠。
1. 2006年10月16日 福田沙紀：上野
2. 2006年10月23日 高部あい：自由が丘
3. 2006年10月30日 原幹恵：有楽町
4. 2006年11月13日 渋谷飛鳥：成城
5. 2006年11月20日 森田彩華：品川
6. 2006年11月27日 高部あい：神宮
7. 2006年12月4日 渋谷飛鳥：神谷町
8. 2006年12月11日 森田彩華：代官山
9. 2006年12月18日 柏木貴代：みなとみらい
10. 2007年1月8日 原幹恵&酒井瑛里：軽井沢(前編)
11. 2007年1月15日 原幹恵&酒井瑛里：軽井沢(後編)
12. 2007年1月22日 森田彩華：お台場
13. 2007年1月29日 福田沙紀：渋谷
14. 2007年2月5日 原幹恵：三軒茶屋
15. 2007年2月12日 高部あい&原幹恵：六本木・バレンタインデースペシャル[9]
16. 2007年2月19日 清水由紀：神楽坂
17. 2007年2月26日 酒井瑛里：吉祥寺
18. 2007年3月5日 柏木貴代：浅草
19. 2007年3月12日 原幹恵：後楽園
20. 2007年3月19日 高部あい：原宿
21. 2007年3月26日 高部あい&原幹恵：〔総集編〕
22. 2007年4月2日 福田沙紀：中目黒
23. 2007年4月9日 原幹恵：二子玉川
24. 2007年4月16日 清水由紀：汐留
25. 2007年4月23日 高部あい：秋葉原
26. 2007年4月30日 福田沙紀：下北沢
27. 2007年5月7日 中村静香：池袋
28. 2007年5月14日 原幹恵：麻布十番
29. 2007年5月21日 清水由紀：早稲田
30. 2007年5月28日 高部あい：月島
31. 2007年6月4日 福田沙紀：ユニバーサル・スタジオ・ジャパン
32. 2007年6月11日 原幹恵：奥多摩
33. 2007年6月18日 高部あい：鎌倉
34. 2007年6月25日 中村静香：中野
35. 2007年7月2日 内藤理沙：表参道
36. 2007年7月9日 渋谷飛鳥：日本橋
37. 2007年7月16日 柏木貴代：新宿
38. 2007年7月23日 中村静香：湘南
39. 2007年7月30日 高部あい：柴又
40. 2007年8月6日 清水由紀&内藤理沙：夏の恋に効く激辛料理
41. 2007年8月13日 高部あい：夏の恋に効くホラー
42. 2007年8月20日 内藤理沙&柏木貴代：夏の恋に効くモテ技
43. 2007年8月27日 中村静香：夏の恋に効くダイエット
44. 2007年9月3日 清水由紀&中村静香&内藤理沙：夏の告白スペシャル
45. 2007年9月10日 高部あい：総集編スペシャル
46. 2007年9月17日 高部あい&中村静香：グアム(前編)
47. 2007年9月24日 高部あい&中村静香：グアム(後編)
48. 2007年10月1日 渋谷飛鳥：秋限定グルメ
49. 2007年10月15日 清水由紀：東京周辺で味わう焼きたての「パン」
50. 2007年10月22日 福田沙紀：習い事
51. 2007年10月29日 高部あい：ハロウィーン（有楽町イトシアと銀座マロニエゲート）
52. 2007年11月5日 中村静香&酒井瑛里：大自然温泉(箱根温泉)
53. 2007年11月12日 森田彩華：東京で低価格デート！
54. 2007年11月19日 渋谷飛鳥：俳優金子昇がデートをプロデュース！
55. 2007年11月26日 原幹恵：勝負のお酒
56. 2007年12月3日 福田沙紀：星に願いを編
57. 2007年12月10日 森田彩華：4大デートスポット（丸の内・銀座・六本木・お台場）でクリスマス
58. 2007年12月17日 原幹恵&高部あい&清水由紀：“クリスマス・ドラマスペシャル”（舞台は横浜みなとみらい）
59. 2008年1月7日 原幹恵：Dr.コパがアドバイス「2008開運スポット」
60. 2008年1月14日 高部あい： “ラーメン王”石神秀幸がプロデュース
61. 2008年1月21日 “スペシャルゲスト” 林丹丹[10]：心もぽかぽか！冬のあったかデート
62. 2008年1月28日 清水由紀：冬こそ行きたい横浜・中華街デート
63. 2008年2月4日 内藤理沙：雑誌Tokyo Walkerプロデュースによる「新発見！ウラ銀座デート」
64. 2008年2月11日 福田沙紀：バレンタイン目前の「東京ディズニーシー」でデート
65. 2008年2月18日 原幹恵：人気の街ベスト3（下北沢・吉祥寺・三軒茶屋）で物件探し！
66. 2008年2月25日 酒井瑛里：春のあったか公園デート！
67. 2008年3月3日 原幹恵：仲直りのための「エンターテイメント・デート」
68. 2008年3月10日 清水由紀&内藤理沙：春のドラマスペシャル（ゲスト：後藤みゆう・テーマは卒業式）[11]
69. 2008年3月17日 森田彩華：新生活で揃えたい春の家電特集「インテリアショップで春デート」
70. 2008年3月24日 渋谷飛鳥：「学生街」特集
71. 2008年3月31日 総集編
72. 2008年4月7日 高部あい：“スイーツ四天王[12]” 春の新作スイーツ
73. 2008年4月14日 中村静香：東京初進出！行列の出来る店
74. 2008年4月21日 原幹恵：銀座今昔物語
75. 2008年4月28日 内藤理沙：フードファイター山本卓弥と池袋の「おいしいメガ盛り」デート
76. 2008年5月5日 高部あい：まだ間に合うGW「TOKYO最新スポットデート」
77. 2008年5月12日 清水由紀：ちょっと変わったお店を巡る「怪しいデート」
78. 2008年5月19日 中村静香：スピードワゴン小沢一敬プロデュースの「甘くて映画のようなデート」
79. 2008年5月26日 原幹恵：珍しくて美味しい「超専門店デート」
80. 2008年6月2日 酒井瑛里：おいしい世界一周「大使館お墨付きグルメ」
81. 2008年6月9日 高部あい：プロポーズにも使える「究極の告白スペシャル」
82. 2008年6月23日[13] 清水由紀：ET-KING[14] MEETS「初体験！江戸下町デート」
83. 2008年6月30日 原幹恵：父と娘の雑司ヶ谷「副都心線・超穴場デート」（父親役ゲスト：斉木しげる）
84. 2008年7月7日 森田彩華：若手占い師桜倉ケンが今週末を占う「占いデート」
85. 2008年7月14日 渋谷飛鳥：理性ではなく本能で味わう料理「男ならガッツリ男メシ」[15]
86. 2008年7月21日 中村静香：今スグ行きたい！「東京シティリゾート・デート」
87. 2008年7月28日 高部あい：Tokyo Walkerプロデュース、ダンテ・カーヴァーと夕涼み「下町再発見デート」
88. 2008年8月4日 原幹恵：みっちーと真夏のちょっぴり「夜遊びデート」
89. 2008年8月11日 林丹丹：怖くて美味しい「ホラーデート」（怪談ゲスト：稲川淳二）
90. 2008年8月18日 清水由紀：やるせなす中村豪プロデュース「合コン最強マニュアル」[16]
91. 2008年8月25日 原幹恵：“スペシャルゲスト”青田典子流恋愛指南「SEX AND THE CITYみたいな恋がしたい」
92. 2008年9月1日 渋谷飛鳥：シリーズ第2弾「男なら、ガッツリ男飯“おかわり!!”」
93. 2008年9月8日 内藤理沙：知らなきゃ恥ずかしい！「新定番デート」
94. 2008年9月15日 渋谷飛鳥：まえけんPRESENTS「恋キャラ必勝デート」
95. 2008年9月22日 清水由紀：えなりかずきプロデュース「オレ流理想のハニカミデート」
96. 2008年9月29日 高部あい&原幹恵：視聴者が選ぶ「デートで行ってみたい店BEST10」[17]
97. 2008年10月6日 渋谷飛鳥：中村俊太と「ちょっぴり大人のカウンターデート」
98. 2008年10月20日[18] 福田沙紀：『櫻の園 - さくらのその - 』公開直前スペシャル
　胸キュン・デートシリーズ「福田沙紀 理想のデート」（ゲスト：柳下大）[19]
99. 2008年10月27日 森田彩華：胸キュン・デートシリーズ第2弾「憧れの先輩とガールズデート」（後輩役ゲスト：武井咲）[20]
100. 2008年11月3日 清水由紀：シリーズ第3弾・菊川怜が乙女心を分析「女子高育ちの女の子と胸キュン・デート」[21]
101. 2008年11月10日 原幹恵：シリーズ第4弾「図書館にいる憧れの彼女と胸キュン・デート」[22]
102. 2008年11月17日 高部あい：共に八王子出身「FUNKY MONKEY BABYSと高尾山デート」
103. 2008年11月24日 林丹丹：冬はやっぱりあったかほっこり鍋デート
104. 2008年12月1日 森田彩華：カップルシートで密着デート
105. 2008年12月8日 内藤理沙：もうすぐクリスマス！二人で聴きたいラブソング特集
106. 2008年12月15日 高部あい：ダンテ・カーヴァー再登場「最新！NYスタイルのクリスマス」
107. 2008年12月22日 清水由紀&森田彩華&原幹恵[23]：クリスマススペシャル ・恋を叶える都市伝説
108. 2009年1月5日 高部あい：Dr.コパプロデュース・風水で開運デート
109. 2009年1月12日 中村静香：祝・新成人！ちょっぴりアダルトデート
110. 2009年1月19日 渋谷飛鳥：こだわりの超専門店デート with與真司郎（AAA）
111. 2009年1月26日 清水由紀：2009年 絶対にはずせないラーメン対決[24]
112. 2009年2月2日 林丹丹：マッキー牧元指南「五大丼食べ尽くし！」
113. 2009年2月9日 高部あい：2009・バレンタイン勝負チョコはこれだ！
114. 2009年2月16日 渋谷飛鳥&原幹恵：草食男子の攻略法[25]
115. 2009年2月23日 原幹恵：心も体も！冬のあったかほっこりデート
116. 2009年3月2日 内藤理沙：叔父さん教えて！「デートで使える美味しそうな食べ方」（叔父役ゲスト：彦摩呂）
117. 2009年3月9日 森田彩華：心に残るおもひで[26]デート
118. 2009年3月16日 高部あい：オバマ!?と東京の休日デート（ゲスト：デンジャラス）
119. 2009年3月23日 原幹恵：全力で走る！坂の上デート
120. 2009年3月30日 美少女たちが選ぶ「思い出の肉料理」ベスト10[27]
121. 2009年4月6日 高部あい：中目黒でお散歩デート
122. 2009年4月13日 清水由紀：女性300人アンケートで学ぶ「やってはイケナイ！初デート攻略マニュアル」
123. 2009年4月20日 内藤理沙：今すぐ行きたい！青山サイクリングデート
124. 2009年4月27日 中村静香：GWに行きたい！開港150周年横浜デート
125. 2009年5月4日 高部あい：マッキー牧元の丼シリーズ2「変わり丼食べつくし！」
126. 2009年5月11日 内藤理沙：卵料理食べつくしデート[28]
127. 2009年5月18日 渋谷飛鳥：女性300人アンケート第2弾「やってはイケナイ！初ドライブデート攻略マニュアル」
128. 2009年5月25日 清水由紀：ペナルティ・ヒデプロデュース　話題の五反田穴場デート
129. 2009年6月1日 林丹丹：パラダイス山元イチオシ！餃子食べつくしデート
130. 2009年6月8日 中村静香：ダーリンハニー吉川正洋と行く「意外にオシャレで楽しい鉄道デート」
131. 2009年6月15日 渋谷飛鳥：カレーブログ女王 “ゴージャスカレー姉妹” プロデュース・カレーデート 夏の陣2009
132. 2009年6月22日 清水由紀：マジックでサプライズデート（マジシャンゲスト：YOSHI）
133. 2009年6月29日 原幹恵：2009最新勝負水着はこれだ！
134. 2009年7月6日 高部あい：アンケートシリーズ第3弾「やってはイケナイ！恋の禁じ手20ヵ条」
135. 2009年7月13日 内藤理沙：グルメ雑誌dancyuプレゼンツ・愛と情熱の「赤メシ」デート
136. 2009年8月3日[29] 高部あい：東京ディズニーランドのウラ技
137. 2009年8月10日[30] 清水由紀：アンケートシリーズ第4弾[31]「勘違いしてはイケナイ！女性からの恋のシグナル」（ゲスト：Lead鍵本輝）
138. 2009年8月17日 総集編・夏休みスペシャル「美少女たちが選ぶベストデート ～可愛すぎる美少女動画集～」
139. 2009年8月24日 森田彩華：恋人達のちょっとコワ～イ都市伝説[32]
140. 2009年8月31日 中村静香：dancyu presents第2弾・恋の合いがけデート
141. 2009年9月7日 渋谷飛鳥&清水由紀：アンケートシリーズ第5弾「彼女が誰かを殴るとき・・・」
142. 2009年9月14日 中村静香：マッキー牧元プロデュース「早い！安い！ホントに美味い！立ち食いそばデート」
143. 2009年9月21日 高部あい：シリーズ完結篇・独身女性250人にアンケート「やってはイケナイ！プロポーズ4days」[33]
144. 2009年9月28日（最終話） 福田沙紀：女の子が絶対に喜ぶ！東京ディズニーランドデート[34]